# Квашнина, Галина Петровна
Галина Петровна Квашнина (Сахарова) (1919—2002) — советский врач-терапевт. Герой Социалистического Труда (1969).

## Биография
Родилась в городе Вятка в семье врачей.
В 1925 году семья Г. П. Квашниной переехала в Москву.
В 1937 по 1941 годы обучалась в Первом Московском медицинском институте, по окончании которого, получив квалификацию — врача-лечебника, стала работать участковым врачом-терапевтом в поликлинике № 67 Москворецкого района города Москва.
С 1943 по 1945 годы служила в РККА — врач-ординатор хирургического полевого подвижного госпиталя, начальник санитарной службы отдельного инженерного батальона 5-й гвардейской танковой армии и старшим ординатором-терапевтом военного госпиталя. Г. П. Квашнина прошла боевой путь от Курска до Кёнигсберга.
С 1945 года после увольнения в запас в звании старшего лейтенанта медицинской службы, работала — участковым врачом-терапевтом в Московской поликлинике № 67.
11 февраля 1961 года Указом Президиума Верховного Совета СССР «за отличие в труде» Г. П. Квашнина была награждена Орденом Трудового Красного Знамени.
4 февраля 1969 года Указом Президиума Верховного Совета СССР «за большие заслуги в области охраны здоровья советского народа» Галина Петровна Квашнина была удостоена звания Героя Социалистического Труда с вручением Ордена Ленина и золотой медали «Серп и Молот».
Помимо основной деятельности Г. П. Квашнина в 1969 году избрана депутатом Моссовета, в котором работала на протяжении трёх созывов. С 1971 года долгое время работала членом комиссии исполкома Моссовета по вопросам предоставления жилой площади в связи с переселением. Избиралась делегатом XV и XVI съездов профсоюзов СССР, XI и XII съезда профсоюза медицинских работников, VIII и IX конференций медицинских работников.
После выхода на заслуженный отдых проживала в Москве. Умерла 10 октября 2002 года.

## Награды
- Медаль «Серп и Молот» (4.02.1969)
- Орден Ленина (4.02.1969)
- Орден Отечественной войны II степени (6.04.1985)
- Орден Трудового Красного Знамени (11.02.1961)
- Медаль «За победу над Германией в Великой Отечественной войне 1941—1945 гг.»